# Сонсан Кая
Сонсан Кая (кор. 성산가야?, 星山伽耶?) — один из шести племенных союзов древнекорейского государства Кая. Название в дословном переводе означает «Храм звёздной горы». Существовало и второе название союза — «Пёкчин Кая» (벽진가야, 碧珍伽耶) (буквально «Храм зелёных (синих) драгоценностей»).
Название местности — «Сонсан» («Звёздная гора») — появилось в результате переименования 35-м ваном государства Силла Кёндоком в 757 году уезда Илли (일리군, 一利郡). Стало быть, следует иметь в виду, что это название племенного союза использовалось после 757 года н. э. До этого использовалось название «Пёкчин Кая».

## История
Изначально на территории Сонсан Кая существовало небольшое государственное образование «Пёкчингук» (벽진국, 碧珍國), которое к концу IV века н. э. ослабло и попало под культурное и военное влияние более крупного и мощного государства Силла, а в начале VI века было окончательно поглощено Силла.
Столица Сонсан Кая находилась в месте, на котором сейчас расположен уезд Сонджу провинции Кёнсан-Пукто.

## 6 племенных союзов Кая
- Кымгван Кая
- Ара Кая
- Тэкая
- Сонсан Кая
- Пихва Кая
- Сокая